# Franco Pierandrei
Franco Pierandrei (Trento, 30 ottobre 1914 – Sportinia, 16 dicembre 1962) è stato un giurista italiano.

## Biografia
Dopo aver iniziato gli studi universitari a Pavia, si è laureato in diritto costituzionale presso l'ateneo di Torino nel 1936.
Si è perfezionato presso l'Università di Berlino e in seguito è stato nominato assistente a Torino nel 1938. Nell'aprile del 1942 ha conseguito la libera docenza in diritto costituzionale, e nell'ottobre dello stesso anno ha ottenuto la cattedra universitaria. Professore titolare, prima di istituzioni di diritto pubblico, poi di diritto costituzionale presso l'Università degli Studi di Messina dal 1942 al 1950, è divenuto titolare della cattedra di diritto costituzionale all'Università di Pisa fino al 1955. Da quell'anno è succeduto al suo maestro, Emilio Crosa, tornando all'Università di Torino.
Fu membro dell'Accademia Peloritana dei Pericolanti.

### Costituzionalista
Pierandrei ha pubblicato numerosi testi di diritto ed ha approfondito in particolare il diritto costituzionale collaborando, in alcuni casi, con altri giuristi ed accademici come Leopoldo Elia e Norberto Bobbio.
Secondo Alessandro Pizzorusso fu il primo giurista a trattare in modo approfondito il tema della Corte costituzionale della Repubblica Italiana, operativa solo dal 1955, ad esempio curandone la voce nell'Enciclopedia del diritto.
L'aspetto della giustizia costituzionale vede su posizioni agli estremi il testo di Corte costituzionale di Pierandrei e quello di Processo costituzionale di Gustavo Zagrebelsky, successivo di circa venticinque anni.

## Opere
- I diritti subbiettivi pubblici nell'evoluzione della dottrina germanica, Torino, G. Giappichelli, 1941, OCLC 234362392.
- La Corte costituzionale e le "modificazioni tacite" della costituzione, Bologna, Nicola Zanichelli Editore, 1953, OCLC 22575429.
- (FR) Considérations sur les dernières élections et les lois électorales italiennes, Revue française de science politique, v4 n1: 27-55, 1954, OCLC 4656426874.
- Studi in onore di Emilio Crosa, Milano, Giuffrè, 1960, OCLC 623062859.
- Corte costituzionale, in Enciclopedia del diritto, v. X, p. 874-1036, Milano, Giuffrè, 1962, OCLC 850979906.
- Franco Pierandrei; Leopoldo Elia, Scritti di diritto costituzionale, Torino, Giappichelli, 1964, 1965, OCLC 849291324.
- Norberto Bobbio e Franco Pierandrei, Introduzione alla Costituzione, collana Collezione scolastica, Roma, Editori Laterza, 1959, OCLC 896184660.